# Nomada pilipes
Nomada pilipes är en biart som först beskrevs av Cresson 1865.  Nomada pilipes ingår i släktet gökbin, och familjen långtungebin. Inga underarter finns listade i Catalogue of Life.

## Bildgalleri

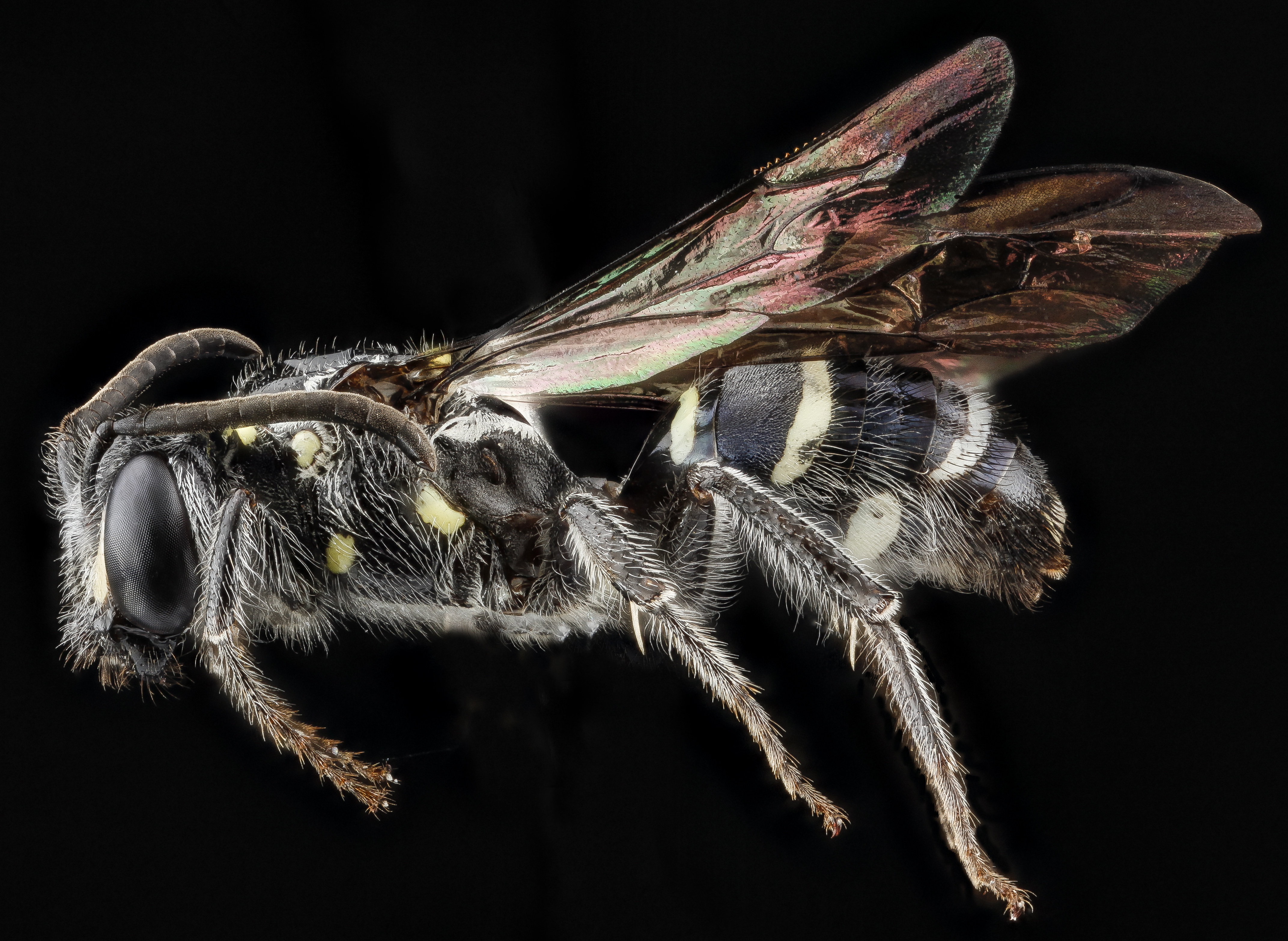